# Camerano
Camerano ist eine italienische Gemeinde mit 7064 Einwohnern (Stand 31. Dezember 2023) in der Provinz Ancona in der Region Marken.
Die Nachbargemeinden sind Ancona, Castelfidardo, Osimo und Sirolo.

## Sehenswürdigkeiten

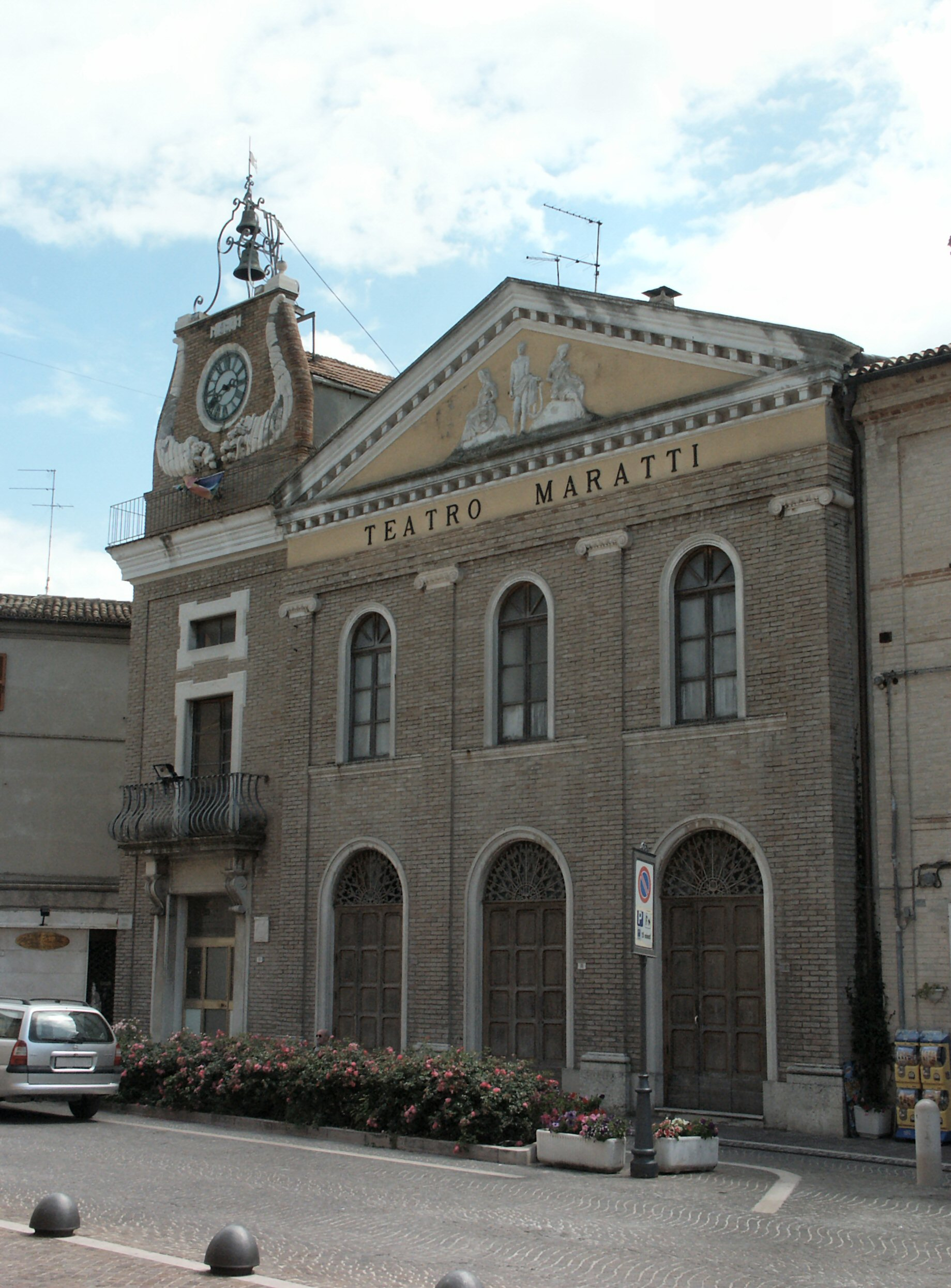
Teatro Maratti

Der Bau des Teatro Maratti, benannt nach Carlo Maratta, begann 1870 und dauerte bis 1913. Das Theater wurde als so wichtiger Teil Cameranos betrachtet, dass es zum Zentrum des Ortes wurde und man für eine der beiden einzigen Uhren des Ortes einen Turm anbaute.

## Partnerstädte
- Es besteht mit Hohenstein im Untertaunus in Hessen eine Städtepartnerschaft.[3]

## Söhne und Töchter der Stadt
- Carlo Maratta (1625–1713), Maler